# 大三王子神社
大三王子神社（だいさんおうじじんじゃ）は、東京都新島村（新島）にある神社。
式内社である多祁美加々命神社（たけみかかのみことじんじゃ）に比定されている。

## 概要
創建は不詳だが、式内社に比定されているので、起源は古代以前に遡る。
2019年（令和元年）の台風被害で社殿が破壊され、現在は社殿が撤去された更地の状態となっている（2024年現在）。

## 祭神
- 大三王子明神（だいさんおうじみょうじん） - 事代主神の王子・多祁美加々命（たけみかかのみこと）のこと[1]。
- 弟三王子明神（でいさんおうじみょうじん） - その弟。